# Kvadratni koren
Kvadrátni korén je nenegativno realno število, za katero velja {\displaystyle {\sqrt {b}}=a\,\!}, kjer je {\displaystyle a^{2}=b} in {\displaystyle a\geq 0}.

## Pravila
- Vsako pozitivno število ima svoj kvadratni koren, ki je vedno večji od števila 0.
- Število končnih ničel se pri korenjenju razpolovi.(če je število teh ničel, m, ki je sodo število--> m=2n)
- Število decimalk se pri korenjenju razpolovi.(če je število teh ničel, m, ki je sodo število--> m=2n)
- Korenjenje količnika je enako količniku korenov.
- Korenjenje produkta je enako korenjenju produktov.
- Kvadratni koren je manjši od korenjenca, če je ta večji od števila 1.
- Kvadratni koren je večji od korenjenca, če je ta večji od števila 0 in manjši od števila 1.
- Vsak rezultat kvadratnega korena, ki ga pomnožimo s samim seboj, da korenjenec (število b v enačbi).